# Onthophagus imbutus
Onthophagus imbutus là một loài bọ cánh cứng trong họ Bọ hung (Scarabaeidae).